# On Stage (album)
On Stage – koncertowy album Elvisa Presleya nagrany podczas jego występów w Las Vegas między 17 – 19 lutego 1970 roku i wydany przez RCA Records. W odróżnieniu od poprzedniej płyty, From Memphis to Vegas/From Vegas to Memphis, która także zawierała utwory koncertowe, album On Stage skupił się na piosenkach nie kojarzonych wówczas z Elvisem. Wydany został w czerwcu 1970 r. i na liście najlepszych albumów magazynu Billboard 200 znalazł się na trzynastym miejscu. 23 lutego 1971 r. osiągnął status złotej płyty, a 5 lipca 1999 r. amerykański stowarzyszenie muzyczne Recording Industry Association of America przyznało mu status platynowej płyty. Łącznie na całym świecie sprzedano 10 milionów kopii albumu.
Na płycie znalazły się piosenki takich wykonawców jak: Neil Diamond (Sweet Caroline), Baker Knight (The Wonder of You), Tony Joe White (Polk Salad Annie), czy John Lennon i Paul McCartney (Yesterday/Hey Jude). Utwór The Wonder of You był wcześniej światowym hitem i na listach przebojów w USA oraz Wielkiej Brytanii zajmował pierwsze miejsce. Z kolei piosenka See See Rider stała się numerem otwierającym koncerty Elvisa i była grana równie często, jako utwór Polk Salad Annie, który także na stałe wszedł do repertuaru piosenkarza.
Niezwykła okazała się okładka albumu, na którym nie znalazło się imię ani nazwisko Presleya, a jedynie tytuł.
8 stycznia 2010 roku ogłoszono wydanie specjalnej rozszerzonej edycji płyty.

## Lista utworów

### Strona A
| Utwór | Data nagrania | Tytuł             | Autor                                    | Czas trwania |
| ----- | ------------- | ----------------- | ---------------------------------------- | ------------ |
| 1.    | 17.02.1970    | See See Rider     | tradycyjna                               | 3:08         |
| 2.    | 18.02.1970    | Release Me        | Eddie Miller, Dub Williams, Robert Yount | 3:11         |
| 3.    | 18.02.1970    | Sweet Caroline    | Neil Diamond                             | 2:43         |
| 4.    | 22.08.1969    | Runaway           | Del Shannon, Max Crook                   | 2:47         |
| 5.    | 19.02.1970    | The Wonder of You | Baker Knight                             | 2:38         |

### Strona B
| Utwór | Data nagrania | Tytuł                   | Autor                                       | Czas trwania |
| ----- | ------------- | ----------------------- | ------------------------------------------- | ------------ |
| 1.    | 19.02.1970    | Polk Salad Annie        | Tony Joe White                              | 5:33         |
| 2.    | 25.08.1969    | Yesterday/Hey Jude      | John Lennon i Paul McCartney                | 2:27         |
| 3.    | 17.02.1970    | Proud Mary              | John Fogerty                                | 2:47         |
| 4.    | 18.02.1970    | Walk A Mile In My Shoes | Joe South                                   | 2:59         |
| 5.    | 17.02.1970    | Let It Be Me            | Gilbert Bécaud, Mann Curtis, Pierre Delanoë | 3:39         |